# ألدو مارتينيز هرنانديز
ألدو مارتينيز هرنانديز (بالإسبانية: Aldo Martínez Hernández)‏ هو سياسي مكسيكي، ولد في 16 مارس 1980 في كواويلا في المكسيك. نشط حزبياً في الحزب الثوري المؤسساتي. وقد انتخب عضو مجلس النواب المكسيك.